# Francis Laforgue
Francis Laforgue, né le 13 avril 1958 à Prades (Pyrénées-Orientales), est un joueur international de rugby à XIII français, mesurant 1,87 m pour 87 kg. Il est le frère jumeau de Guy Laforgue.
Comme lui, il a fait ses premiers pas à l'école de rugby du XIII Catalan. 
Centre ou ouverture, il accède rapidement à l'équipe première alors qu'il n'est encore que junior. Joueur au gabarit imposant pour un centre, il n'en demeure pas moins rapide, technique et excellent défenseur. Il a fait pratiquement toute sa carrière au XIII catalan de 1978 à 1989 et termine son parcours rugbystique dans sa ville natale, à Prades (JOP XV). Dans le civil, il exerce la profession de conseiller financier.

## Club
- XIII Catalan
- JOP XV  Prades

## Palmarès
- Champion de France Junior en 1976.
- Cinq fois champion de France avec le XIII catalan : de 1982 à 85, puis en 1987.
- Finaliste du championnat de France de rugby à XIII en 1977 et 1986 avec le XIII Catalan.
- Coupe de France de rugby à XIII : 3 Trophée avec le XIII Catalan en 1977, 1980 et 1985 et une finale en 1987.

## Équipe de France
- 4 sélections en équipe de France Juniors et 3 sélections en catégorie Espoirs (- 21 ans)
- 6 sélections en équipe de France : en 1980 (Contre la Grande-Bretagne) puis de 1983 à 1986 (Contre la Grande-Bretagne : 2 capes, l'Australie : 2 capes, la Nouvelle-Zélande : 1 cape).
- Un match pour le cinquantenaire du XIII catalan contre Salford en 1981 (victoire 8 à 4)